# Bandera de Nueva Caledonia
Actualmente existen dos banderas oficiales de Nueva Caledonia: la francesa y la canaca, adoptada oficialmente en 2010.
Nueva Caledonia, territorio francés desde 1853, utilizó oficialmente la Tricolore por sus diversas instituciones. A comienzos de la década de los años 1980 en el primer congreso del Frente de Liberación canaco (FLNKS) se creó una bandera propia para el territorio. Ésta, fue utilizada por los independentistas canacos durante más de veinte años.
En 2008, el gobierno de Nueva Caledonia inició el debate respecto a la adopción de una bandera y un himno regional, según lo estipulado en el Acuerdo de Numéa. La bandera canaca fue adoptada mayoritariamente por el congreso local como bandera regional al cabo de dos años; hasta entonces la tricolor francesa sería la única oficial. Así pues, el 17 de julio de 2010 la bandera canaca adquirió carácter cooficial en una ceremonia en Numea, a la que asistió el primer ministro francés François Fillon.
Pese a su aprobación mayoritaria por el congreso local, la adopción de la bandera fue controvertida. Algunos neocaledonios han manifestado sus deseos de un nuevo diseño para la bandera, que incorpore elementos tanto franceses como canacos, para representar la convivencia de ambos grupos.

## Bandera canaca
Se compone de tres franjas horizontales del mismo tamaño, de color azul, roja y verde. En su parte central figura un círculo de color amarillo en el que aparece representado, de color negro, un tejado de una vivienda tradicional con una flecha.

### Simbolismo
- Azul por el cielo de Nueva Caledonia y el Océano Pacífico.
- Rojo simbolizando la sangre derramada en la lucha por la independencia, la adopción del socialismo y la unidad del pueblo canaco.
- Verde por la tierra.
- El círculo amarillo simboliza el sol. La flecha, como las que se colocan en los tejados de las viviendas tradicionales, tiene clavadas conchas tutut.

## Diseños alternativos

Bandera usada en los Juegos del Pacífico
Propuesta de bandera en 2008
Propuesta de bandera en 2010
Bandera utilizada por la FIFA para representar a Nueva Caledonia

## Banderas provinciales
Nueva Caledonia está dividida en tres provincias, cada una con su bandera propia.

Provincia Norte
Provincia Sur
Islas de la Lealtad